# Universitat de Baker
La Universitat de Baker és una universitat privada i residencial localitzada a Baldwin City, Kansas, Estats Units d'Amèrica. Va ser fundada el 1858 i és la més antiga de Kansas. Està afiliada a l'Església Metodista Unida.